# Piccolo Summit
Der Piccolo Summit ist ein 2043 m hoher Berg vulkanischen Ursprungs mit einer Schartenhöhe von 73 m im Südwesten der kanadischen Provinz British Columbia, im Squamish-Lillooet Regional District.

## Geographie
Der Berg gehört zur Fitzsimmons Range und damit zu den Garibaldi Ranges der Pacific Ranges. Er liegt an der Nordseite des Cheakamus Lake, welcher vom Cheakamus River durchflossen wird, südöstlich der Wintersportgemeinde Whistler, auf der Parkgrenze des Garibaldi Provincial Parks. Der Gipfel des Berges ist der höchste Punkt einer Gruppe von Erhebungen, die als Musical Bumps (dt. „musikalische Erhebungen“) bezeichnet werden. Zu diesen Bergen gehören auch die ostsüdöstlich gelegenen Flute Summit und Oboe Summit.

## Geologie
Der Vulkanologe Jack Souther von der Geological Survey of Canada war 2004 davon überzeugt, dass der Piccolo Summit aus Lavaflüssen besteht, die vor etwa 100 Millionen Jahren während der Unterkreide von einem Vulkan ausgestoßen wurden. Der nahegelegene Whistler Mountain besteht aus Lavaflüssen, und der gleichfalls nahegelegene Flute Summit ist eine subvulkanische Intrusion. Beide entstanden in derselben geologischen Epoche.